# ويليام جاك (سياسي)
ويليام جاك (بالإنجليزية: William Jack)‏ هو محامي وقاضي وسياسي أمريكي، ولد في 29 يوليو 1788 بغرينسبورج في الولايات المتحدة، وتوفي بنفس المكان في 28 فبراير 1852. حزبياً، نشط في الحزب الديمقراطي. وقد انتخب عضو مجلس النواب الأمريكي.